# (7472) Kumakiri
(7472) Kumakiri (1992 CU) – planetoida z pasa głównego asteroid okrążająca Słońce w ciągu 5,23 lat w średniej odległości 3,01 j.a. Odkryta 13 lutego 1992 roku.